# 8452 Клай
8452 Клай (8452 Clay) — астероїд головного поясу, відкритий 27 листопада 1978 року.
Тіссеранів параметр щодо Юпітера — 3,501.